# Fontilles

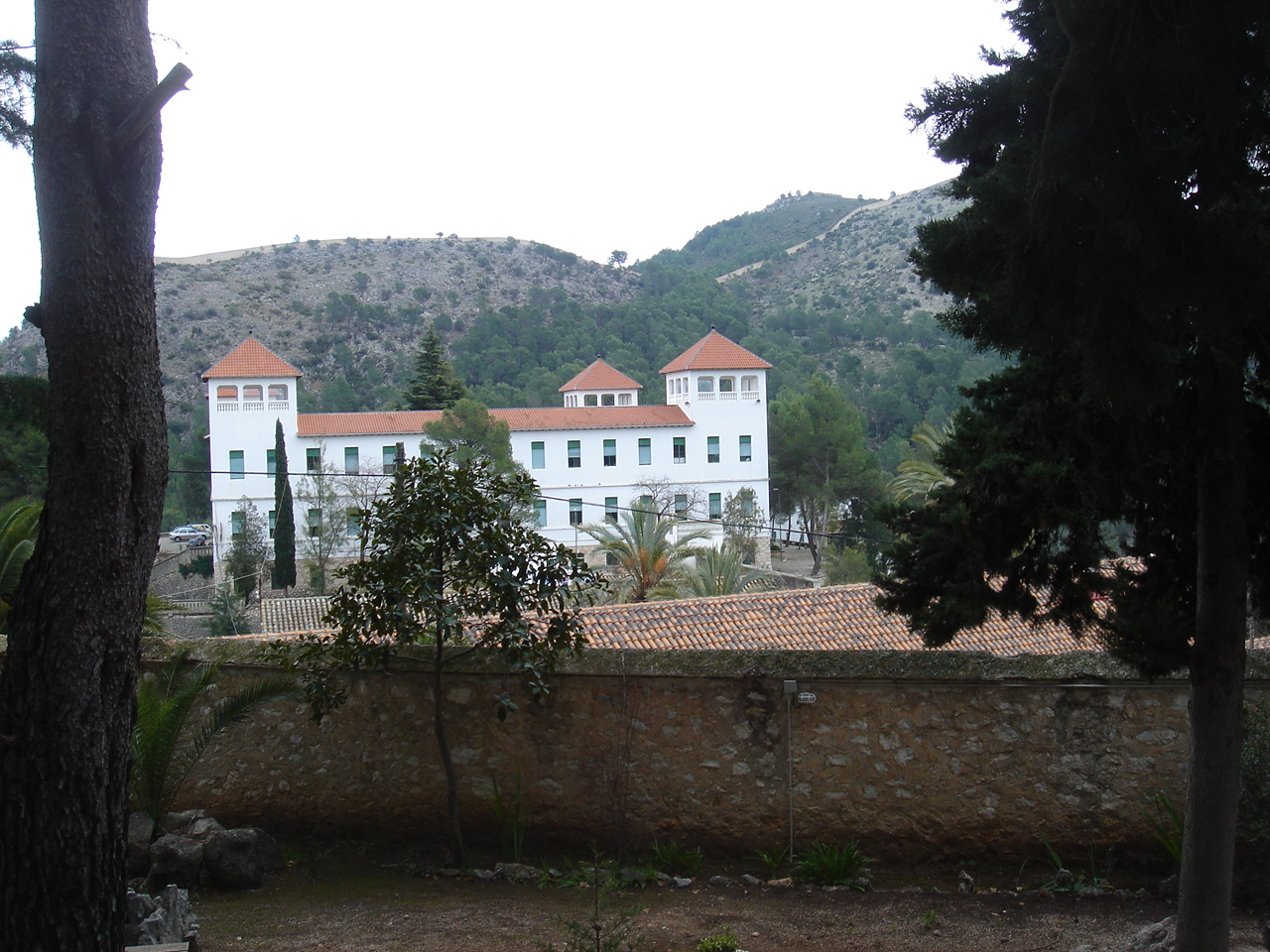
Sanatorio de Fontilles.

Fontilles es una fundación sin ánimo de lucro cuyo objetivo es acabar con la lepra y sus consecuencias. Fundada en 1902, su sede social se encuentra en la ciudad de Valencia (España).
Fontilles pertenece a la Federación Internacional de entidades de Lucha contra la Lepra (ILEP), formada por 15 asociaciones de 13 países.
Su principal obra, el Sanatorio San Francisco de Borja, más conocido por Sanatorio de Fontilles, en Vall de Laguar (Alicante) abrió sus puertas en 1909 con la finalidad de acoger enfermos de lepra de toda España. Su labor ha sido fundamental en la eliminación de esta enfermedad en España.
Fontilles forma parte de la Coordinadora Española de ONG para el Desarrollo (CONGDE), y es miembro de la Coordinadora Valenciana de ONGD. En 2007 recibió la Distinción de la Generalidad Valenciana, de los premios 9 de octubre que otorga la Generalidad con motivo del Día de la Comunidad Valenciana; en 2009 el Premio Solidaria de la Consejería de Solidaridad y Ciudadanía, Generalidad Valenciana; en 2019, el I Premio Institución de la Coordinadora ONGDs Comunidad Valenciana; en 2021, Primer premio categoría Igualdad de Género en el Festival de cine “ODS en Acción” de Naciones Unidas al documental de Fontilles: ASHA. Historias de lepra y esperanza.
Historia
Fontilles fue fundada 1902 por el sacerdote jesuita Carlos Ferrís y el abogado D. Joaquín Ballester para atender a los enfermos de lepra. En 1909 se abre el Sanatorio San Francisco de Borja.
En 1947 empiezan en el Sanatorio los cursos de Leprología para médicos y auxiliares sanitarios de España y del extranjero. Actualmente se siguen impartiendo estos cursos a los que cada año asisten más de setenta médicos, ATS, misioneros, trabajadores sociales..., que se encuentran combatiendo la lepra por todo el mundo.
En 1968 se inicia el régimen ambulatorio de los enfermos en tratamiento que viven en sus hogares y acuden al Sanatorio a revisión.
En los años 1990, Fontilles decide utilizar sus medios y su experiencia para seguir trabajando en la lucha contra la lepra en los países más afectados. Así, Fontilles desarrolla proyectos de cooperación en países de América, Asia y África. Su trabajo se centra en tres áreas: Sanidad, Solidaridad e Información.
En 1998 se abre el Centro Geriátrico Borja, en el Sanatorio San Francisco de Borja, ocupando el antiguo pabellón de mujeres, para atender a personas mayores con distintos grados de dependencia, aplicando el sistema de atención centrada en la persona.
En 2010, Fontilles abre el Hospital Ferrís para tratar a personas que precisan estancias temporales y rehabilitación post-operatoria. Desde finales de 2022, se trasforma en un Centro de Diversidad Funcional que atiende a personas con daño cerebral.
Después de más de 120 años, Fontilles sigue trabajando, en España y en proyectos de cooperación internacional, para que ninguna persona sufra marginación o rechazo a causa de su estado de salud o condición social, y para que todas tengan unos servicios sanitarios y sociales adecuados para llevar una vida digna.
En los proyectos de cooperación internacional en Asia, África y América, da atención integral a las personas afectadas por la lepra y otras enfermedades desatendidas. El Sanatorio cuenta, también, con un centro de formación especializada en enfermedades desatendidas y atiende a personas afectadas por la lepra tanto residentes como de forma ambulatoria.
En España, el Centro Geriátrico Borja atiende a personas mayores con distintos grados de dependencia y, en el Centro de Diversidad Funcional Ferrís, a personas con daño cerebral.

## Financiación
Las principales fuentes de financiación de Fontilles son de origen privado: donaciones de personas físicas y jurídicas, herencias y legados, venta lotería...; y público: subvenciones a proyectos.
En cuanto al Centro Geriátrico Borja, las plazas de residencia y centro de día están concertadas por la Consellería de bienestar social. El Centro de Diversidad Funcional está dedicado a la atención de personas con daño cerebral mediante un concierto con la Consellería de Políticas Inclusivas.

## Publicaciones
Revista de leprología
Única publicación sobre lepra que se edita en castellano. Recoge una selección de los artículos sobre avances en los programas de investigación de la enfermedad. Colabora con la revista científica Leprosy Review, para la publicación simultánea de trabajos de interés común y con la aportación de diversos artículos científicos sobre los trabajos que se desarrollan en el Sanatorio.
Revista Fontilles
Es una publicación sobre las actividades que Fontilles desarrolla, tanto en España como en el extranjero: cursos, proyectos de cooperación, noticias del Sanatorio etc.